# José Dirceu
José Dirceu de Oliveira e Silva (Passa-Quatro, 16 de marzo de 1946)es un político y abogado brasileño, con base política en São Paulo.

## Carrera
Luchador y líder histórico comunista, exguerrillero en tiempos de la dictadura militar de Brasil. Usando la estrategia de la moderación fue uno de los fundadores del Partido de los Trabajadores. Fue Jefe del Gabinete Civil de la Presidencia de la República durante la presidencia de Lula. Debió renunciar por acusaciones de corrupción ("escándalo de las mensualidades"), siendo sustituido en el cargo por Dilma Rousseff.